# Maria Gomes Valentim
Maria Gomes Valentim (* 9. Juli 1896 in Carangola; † 21. Juni 2011 ebenda) war eine brasilianische Supercentenarian und Altersrekordlerin. Nach dem Tod von Eugénie Blanchard war sie ab dem 4. November 2010 der älteste lebende Mensch, bis sie am 21. Juni 2011 verstarb und den Titel somit an Besse Cooper abgab.

## Leben
Maria Gomes Valentim wurde am 9. Juli 1896 in Carangola geboren, einer Gemeinde im brasilianischen Bundesstaat Minas Gerais. Ihre Eltern waren Washington Gomes da Silva und Iduina Gomes da Silva. Nennenswert ist, dass auch ihr Vater mit 98 ein hohes Alter erreicht hat. 1913, im Alter von nur 17 Jahren, heiratete sie João Valentim. Dieser verstarb bereits 1946, hinterließ jedoch mit Maria einen Sohn. Ihr ganzes Leben lang lebte Valentim in ihrem Dorf von Mindestlohn.
Mit dem Tod von Eugénie Blanchard wurde sie am 4. November 2010, im Alter von 114 Jahren und 118 Tagen, zur ältesten lebenden Person. Ihr Alter wurde am 18. Mai 2011 von der Gerontology Research Group verifiziert, damit war sie die erste brasilianische Person, die als Supercentenarian verifiziert ist. Am 21. Juni 2011, nachdem sie bereits für mehr als ein halbes Jahr die älteste lebende Person war, verstarb sie in ihrem Heimatdorf an Organversagen durch eine Lungenentzündung. Sie wurde 114 Jahre und 347 Tage alt.
Ihr hohes erreichtes Alter führte Valentim auf ihre Ernährung zurück.